# 蘇民 (弘治進士)
蘇民（1476年—1538年），字天秀，號乙峰，陝西儀衛私校籍，浙江承宣布政使司處州府遂昌（现浙江遂昌縣妙高鎮）人，明朝政治人物。

## 生平
陝西鄉試第三十七名舉人，弘治十八年（1505年）中式乙丑科三甲148名進士。授榆次縣知縣，有惠績，徵為兵部主事，因得罪劉瑾被陷害，正德四年（1509年）十月被贬担任四川梓潼驛丞，跟随剿匪叛蠻有功。升任工部主事，轉吏部文选司员外郎，历鸿胪寺右寺丞，嘉靖六年（1527年）七月升本寺右少卿，升南京太仆寺卿，九月改任光禄寺卿，七年闰十月升太常寺卿、提督四夷馆，八年七月升工部右侍郎，奉命提督仁寿宫工程。
嘉靖十五年（1536年）五月起复南京兵部右侍郎，十七年四月改任刑部右侍郎，十月卒于任内，年六十三。

## 家族
曾祖父蘇良；祖父蘇仁貴；父蘇文通，母趙氏。慈侍下。